# Vigolo Vattaro
Vigolo Vattaro là một đô thị ở tỉnh Trento ở vùng Trentino-Alto Adige/Südtirol của Ý, tọa lạc cách 10 km về phía đông nam của Trento. Tại thời điểm ngày 31 tháng 12 năm 2004, đô thị này có dân số 1.985 người và diện tích là 20,7 km².
Vigolo Vattaro giáp các đô thị: Trento, Pergine Valsugana, Bosentino và Besenello.